# Sicaya (Bolivia)
Sicaya è un comune (municipio in spagnolo) della Bolivia nella provincia di Capinota (dipartimento di Cochabamba) con 2.028 abitanti (dato 2010).

## Cantoni
Il comune è suddiviso in 2 cantoni:
- Sicaya
- Orcoma